# Hoplitomeryx
Hoplitomeryx es un género extinto de rumiante similar al ciervo que habitaba la prehistórica isla de Gargano durante el Mioceno y el Plioceno Temprano, ahora una península en la costa sudeste de Italia. Hoplitomeryx poseía cinco cuernos y caninos superiores con forma de sablea un ciervo de almizcle moderno o a su más propagado contemporáneo Micromeryx.

## Descubrimiento
Sus restos fosilizados se recuperaron desde los 60s tardíos  en adelante de estratificaciones de arcillas limosas rojizas, masivas o crudas (terrae rossae), que parcialmente llena las fisuras paleo-kársticas en la caliza Mesozoica  y superpuestas por un sedimento de agua marina poco profundo, de origen terragenoso, entre el Plioceno Tardío  y el Pleistoceno Temprano. Así causando un entierro paleokárstico.

La fauna de estos rellenos paleokársticos se conoce como Mikrotia, debido a la alta población de múridos endémicos de la región (inicialmente nombrado "Microtia", con una c, pero más tarde corregido, porque el género Microtia ya había sido ocupado). Más tarde, tras de la regresión y continentalization del área, ocurrió un segundo ciclo kárstico que se deshizo de  parte del relleno paleokárstico.

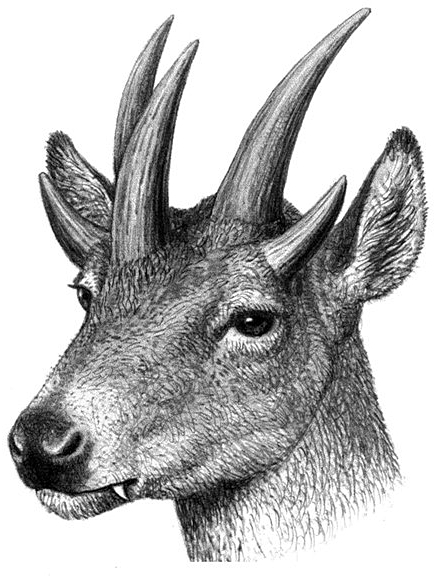
Reconstrucción de vida de Hoplitomeryx por Mauricio Antón.

## Descripción
Hoplitomeryx era un  rumiante similar al ciervo con un par de cuernos puntiagudos por encima de cada órbita y un cuerno nasal central. Los Hoplitomerycidos no son solo ciervos cornudos; antes del aspecto astado de ciervo, miembros de la familia generalmente tenían cuernos puntiagudos. Un eslabón de esta etapa es Antilocapra de América del Norte, el superviviente único de un grupo una vez exitoso relacionó a Bovidae.
Las características de diagnóstico de Hoplitomeryx son: su único cuerno nasal central y sus pares de cuernos orbitales, los caninos slientes, la fusión completa del navicocuboide con el metatarsal, el cauce metatarsal distalmente cerrado, un astrágalo con lados no paralelos y una rótula alargada.

## Especies

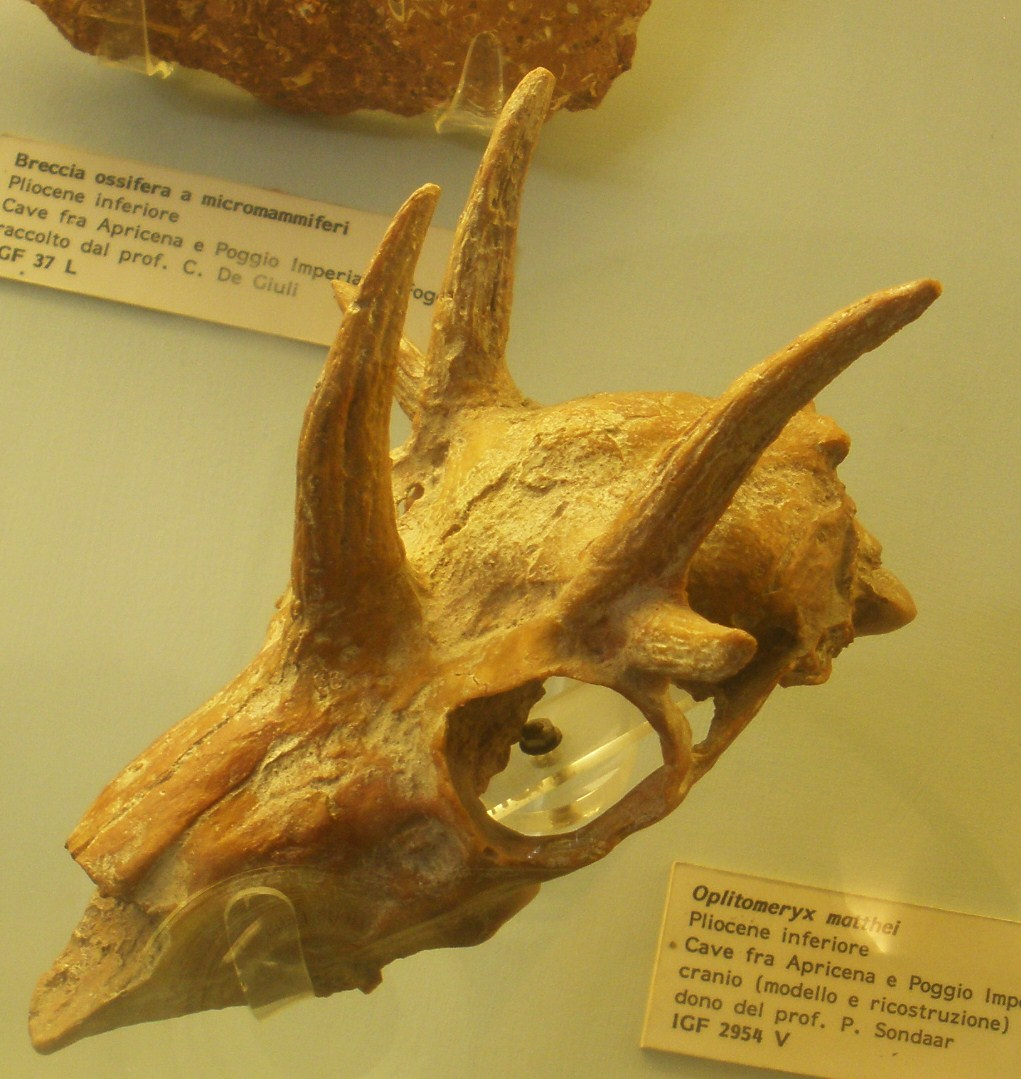
Cráneo de Hoplitomeryx matthei

El material esquelético de Hoplitomeryx forma un grupo heterogéneo, conteniendo cuatro grupos de medidas entre minúsculas y enormes; dentro de los grupos de medida se pueden presentar diferentes morfotipos. Todos los grupos de medida comparten las características típicas de Hoplitomeryx. Los grupos de medida diferentes son igualmente distribuidos sobre las fisuras excavadas, y  por tanto no se pueden considerar chronotipos. La hipótesis de un archipiélago que consta de islas diferentes cada una con sus propios morfotipos no se ha podido confirmar. Los especímenes minúsculos y pequeños muestran enanismo insular, pero esto no se aplica a los epecímenes de talla media o enorme.
La situación con varios morfotipos coexistiendo en una isla se ve reflejada por Candiacervus (pleistoceno, Creta, Grecia). Opiniones respecto a la taxonomía de Candiacervus  difieren, y actualmente dos modelos prevalecen: un género para ocho morfotipos, o alternativamente, dos para cinco especies. El segundo modelo está basado exclusivamente en las proporciones de las esxtremidades, estos son considerados caracteres taxonómicos nulos para la endemia insular, cuando  cambian bajo influencia de factores medioambientales que difiere del continente. También en Hoplitomeryx los morfotipos difieren en proporciones, pero aquí la idea de antepasados diferentes es poco probable, porque en aquel caso todos los  antepasados tienen que haber compartido las caracterñisticas típicas hoplitomericidas. En Candiacervus así como en Hoplitomeryx, la especie más grande es tan alta como un alce, pero grácil y esbelta.
La amplia variación es un ejemplo claro de radiación adaptativa, empezando cuándo su antepasado oligoceno colonizó la isla. La gama de nichos vacíos promovió su radiación a varios tipos tróficos, cediendo una diferenciación en Hoplitomeryx. La ausencia compartida de grandes depredadores mamíferos y la cantidad limitada de alimentación en todos los nichos promovieron el desarrollo de características derivadas.